# Hudson Hawk (videogioco)
Hudson Hawk è un videogioco a piattaforme tratto dal film Hudson Hawk - Il mago del furto, pubblicato nel 1991 per i computer Amiga, Amstrad CPC, Atari ST, Commodore 64 e ZX Spectrum da Ocean Software, e per le console NES e Game Boy da Epic/Sony Records.
Nonostante il notevole insuccesso del film, il gioco ottenne generalmente un buon successo di critica, ricevendo tra l'altro una "medaglia d'oro" dalla rivista Zzap! per la versione Commodore 64.

## Trama
Hudson Hawk è un abile ladro acrobata appena uscito di prigione. Minacciato da un'organizzazione criminale che ha rapito un suo amico, si ritrova a dover rubare tre preziosi e sorvegliatissimi oggetti creati da Leonardo da Vinci. Scopre tuttavia che lo scopo di questi oggetti è assemblare un dispositivo in grado di creare l'oro, e dovrà evitare che la macchina resti nelle mani dei criminali.
Il gioco è composto da tre parti, ciascuna riguardante il furto di uno dei tre oggetti:
1. L'edificio della Casa d'aste Rutherford, per rubare il Cavallo di Leonardo
2. Musei Vaticani, per rubare un Codice di Leonardo
3. Il castello di Leonardo, per rubare un cristallo a specchio con cui distruggere infine la macchina.

## Modalità di gioco
Il giocatore controlla Hudson Hawk attraverso le tre fasi, che sono a loro volta suddivise in vari livelli. Gli ambienti sono bidimensionali, con visuale di profilo e a scorrimento multidirezionale; si va da semplici percorsi a scorrimento orizzontale a grandi labirinti dove è necessaria l'esplorazione. Spesso per proseguire, oltre all'agilità, è necessaria la soluzione di rompicapi. Lo scopo di ogni livello è comunque raggiungere il passaggio per il successivo.
I personaggi sono in stile cartone animato con toni umoristici e il gioco ha molto in comune con la serie di Rick Dangerous.
Gli avversari che si incontrano sono di vario tipo, sia ordinari come guardie armate e cani da guardia, sia più stravaganti come suore arrabbiate in Vaticano, o volatili dal guano micidiale.
Buona parte dei pericoli sono dati dal paesaggio stesso, che contiene trappole, sistemi d'allarme, scariche elettriche, precipizi e molto altro.
Hudson dispone sia di più vite, sia di una quantità di energia, sebbene alcuni pericoli siano fatali all'istante.
Le capacità di Hudson sono correre orizzontalmente con un po' di inerzia, saltare, salire scale, avanzare stando aggrappato a corde e tubi sospesi, abbassarsi e strisciare, attivare ascensori, spingere oggetti da usare come piattaforme. Come armamento si possono dare pugni con un guantone oppure lanciare palle da baseball con traiettoria a parabola e rimbalzi. Le palle sono in quantità illimitata e, oltre a colpire i nemici, possono servire ad esempio ad attivare interruttori in punti irraggiungibili.